# Stazione di Kiyoshikōjin
La stazione di Kiyoshikōjin (清荒神駅?, Kiyoshikōjin-eki) è una stazione delle Ferrovie Hankyū situata nella città di Takarazuka, nel nordovest della prefettura di Hyōgo. Nella stazione fermano tutti i tipi di treni, dai locali agli espressi.